# Yukimura Sanada
Nobushige Sanada (jap. 真田左衛門佐信繁 Sanada Saemon-no-Suke Nobushige; ur. 1567, zm. 3 czerwca 1615) – japoński samuraj, drugi syn daimyō Masayuki Sanady z okresu Azuchi-Momoyama. Za życia posługiwał się imieniem Nobushige Sanada, które otrzymał po Nobushige Takedzie, młodszym bracie Shingena Takedy. Przydomek Yukimura jest późniejszym określeniem literackim.

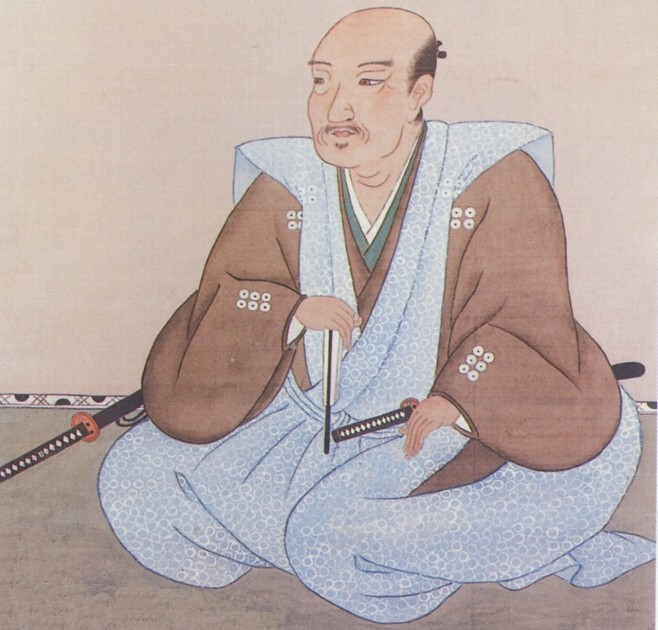
Portret przedstawiający Yukimure Sanade

Nobushige Sanadę nazywano „bohaterem pojawiającym się raz na sto lat” oraz „szkarłatnym demonem wojny”. Tadatsune Shimazu, uważany czasem za najlepszego wojownika w czasie zorganizowanej przez Hideyoshiego Toyotomi inwazji na Koreę, nazwał go „żołnierzem numer jeden w Japonii”.

## Życiorys
Był drugim synem Masayukiego Sanady i młodszym bratem Nobuyukiego Sanady. Jego żoną była córka Yoshitsugu Otaniego. Miał też konkubinę, córkę Hidetsugu Toyotomiego. Miał dwóch synów: Daisuke (Yukimasa) i Daihachi (Morinobu) oraz kilka córek.
Jego ojciec Masayuki Sanada w 1575 stracił dwóch starszych braci w bitwie pod Nagashino, w której walczyli jako wasale Shingena Takedy i Katsuyori Takedy i został głową klanu Sanada z siedzibą na zamku Ueda.
Do 1582 połączone siły klanów Oda i Tokugawa zniszczyły klan Takeda. Sanada początkowo weszli na służbę do Nobunagi Ody, ale po jego śmierci w świątyni Honnōji ponownie stali się niezależni, dryfując pomiędzy silniejszymi daimyō takimi jak Uesugi, Hōjō i Tokugawa. Ostatecznie członkowie klanu Sanada zostali wasalami Hideyoshiego Toyotomi. 
W tym okresie Hideyoshi traktował Nobusige z troską i gościnnością. Jego sympatia przejawiała się między innymi tym, że Nobusige otrzymał prawo używania nazwiska Toyotomi. Z tego powodu czasem nazywano go Toyotomi Saemon-no-suke Nobushige. On sam także niekiedy używał tego imienia.
W 1600 Ieyasu Tokugawa wezwał grupę daimyō, aby stawić czoła Kagekatsu Uesugiemu z zamku Aizu-Wakamatsu. Klan Sanada początkowo się podporządkował, ale gdy Mitsunari Ishida zaczął organizować zbrojne wystąpienie przeciw Ieyasu, rodzina podzieliła się na dwie frakcje: Masayuki i Nobushige dołączyli do armii zachodniej (Ishidy), podczas gdy starszy brat Nobuyuki, przyłączył się do armii wschodniej (Tokugawy). 
Istnieje kilka teorii na temat prawdziwych motywów decyzji Masayukiego i Nobushige, z których dwie uważane są za najbardziej prawdopodobne. Według pierwszej z nich, Masayuki podjął decyzję, aby postawić wszystko na jedną kartę i przyłączyć się do słabszej ze stron. Jeśli wygraliby bitwę, rodzina Sanada zyskałaby na znaczeniu. Według drugiej teorii, miało to stanowić zabezpieczenie. Masayuki, Nobushige i Nobuyuki rozważyli sytuację. Gdy Ieyasu zażądał od nich jasnego określenia pozycji, podjęli decyzję o osobnym przyłączeniu się do obu stron. W ten sposób bez względu na wynik bitwy rodzina Sanada miała przetrwać.
Sanada wycofali się i ufortyfikowali zamek Ueda. Gdy Hidetada Tokugawa maszerował z liczną armią (40 tys. ludzi) po Nakasendō, siły klanu Sanada stawiły im tam czoła, posiadając tylko 2 tys. ludzi. Hidetada dał się wciągnąć w potyczkę i z tego powodu nie wziął udziału w bitwie pod Sekigaharą, co wystawiło klan Tokugawa na poważne niebezpieczeństwo.
Z tego powodu Ieyasu Tokugawa chciał stracić ród Sanada, ale z powodu wkładu Nobuyukiego we własne zwycięstwo, darował im życie i zamiast tego zesłał do Kudoyamy w prowincji Kii. Masayuki zmarł tam. Dwanaście lat później, gdy stosunki między klanem Toyotomi i siogunatem Tokugawów pogorszyły się, Toyotomi zaczął rekrutować rōninów, przygotowując się do wojny. Odpowiadając na to wezwanie, Nobushige uciekł z Kudoyamy i dotarł do zamku Ōsaka.
W czasie zimowego oblężenia Osaki, Nobushige Sanada wybudował fortyfikacje we wszystkich słabych punktach położonych w południowej części zamku. Stamtąd pokonał siły Tokugawy (około 30 tys. ludzi), dysponując 6 tys. ludzi uzbrojonych w arkebuzy.
W następnym roku, podczas letniego oblężenia Osaki, Nobusige postanowił zrezygnować z walki obronnej i bezpośrednio zaatakować siły Tokugawy. Najpierw pokonał 12 tys. konnych strzelców dowodzonych przez Masamune Date (który jest uważany za jednego z dwóch najlepszych strategów w kreatywnym i oryginalnym wykorzystaniu konnych strzelców) z pomocą armii 3 tys. konnych i pieszych. Po porażce armii Masamune Date, elitarna armia z Echizen, licząca 20-30 tys. ludzi, nie odważyła się stawić czoła Nobusige. Podobno przed powrotem do zamku Ōsaka armia Nobusige krzyczała: Milion chłopców we wschodniej armii, ani jednego mężczyzny!.
Następnego dnia Nobushige bezpośrednio zaatakował armię Ieyasu Tokugawy. Jego szarże były tak gwałtowne, że kilkakrotnie docierał do głównego obozu Ieyasu. Podobno Ieyasu Tokugawa miał się już przygotowywać do popełnienia seppuku, ale jest to najprawdopodobniej wymysł późniejszych pokoleń. Mimo braku wielu źródeł, które mogłyby potwierdzić fakty, podczas letniego oblężenia Osaki w 1615 Nobushige miał poprowadzić kilka ataków na główny obóz Tokugawy, używając taktyki ośmiu kagemusha (sobowtórów) w celu zmylenia wroga. Siła i determinacja tych ataków miała być podobno spowodowana jego osobistą vendettą przeciwko rodowi Tokugawa. Trzykrotnie docierał do obozu, dostatecznie blisko, aby zobaczyć Ieyasu w odległości kilku metrów, ale nigdy nie udało mu się go zabić. Po zdobyciu zamku Ōsaka przez siły siogunatu, Tokugawa podobno do śmierci bał się imienia Nobushige. Od tego czasu Nobushige jest uważany za najznakomitszego wojownika ostatnich lat okresu Azuchi-Momoyama.
Ostatecznie siły Nobushige zostały pokonane przez armię Tokugawy, przewyższającą je liczebnie. Według The Life of Shogun Tokugawa Ieyasu A.L. Sadlera, Nobushige był ranny i kompletnie wyczerpany w czasie intensywnej walki z żołnierzami z Echizen, gdy zaatakował go Nizaemon Nishio z armii Echizen. W tym momencie Nobushige miał oświadczyć: Jestem Nobushige Sanada, z pewnością godny ciebie przeciwnik, lecz jestem zbyt zmęczony, by dalej walczyć – i pozwolić się zabić. Niektórzy badacze twierdzą jednak, że zmarł z wyczerpania. Jego grób znajduje się w Osace.

## Legenda i popularne opisy
Źródła historyczne używają jego historycznego imienia Nobushige Sanada, nie wspominając o przydomku Yukimura. Sanada nie podpisywał również w ten sposób listów.
Imię Yukimura po raz pierwszy pojawiło się w powieści wojennej z okresu Edo i zostało spopularyzowane przez późniejsze sztuki, książki i media. Istnieje teoria, według której jest to zbitka imion Masayuki (jego ojca) i Tsunamura Date.
W literaturze Nobushige jest wspierany przez grupę dziesięciu bohaterów biorących czynny udział w bitwach o zamek Ōsaka, zwaną popularnie Dziesięciu Odważnych Sanady (Sanada Jūyūshi), a jej członkami są:
- Sasuke Sarutobi
- Saizō Kirigakure
- Seikai Miyoshi
- Isa Miyoshi
- Kosuke Anayama
- Rokurō Unno
- Jūzō Kakei
- Jinpachi Nezu
- Rokurō Mochizuki
- Kamanosuke Yuri

Część z nich jest wzorowana na postaciach historycznych, część jest fikcyjna.

### Przedstawienie w kulturze popularnej
Nobushige Sanada został sportretowany przez różne współczesne media, między innymi:
- Gra wideo Sengoku Musou firmy Koei (Samurai Warriors w US). W japońskiej wersji Nobushige mówi głosem Takeshi Kusao.
- Seria mangi i anime Brave10. W anime głosu użyczył Yukimurze Toshiyuki Morikawa.
- Popularna seria mangi i anime Akiminego Kamijyo Samurai Deeper Kyo. W anime głosu użyczyła Yukimurze Megumi Ogata.
- W grze wideo Sengoku Basara (Devil Kings w US, gdzie jest przedstawiony jako Skorpion) jest grywalną postacią. Głosu użyczył mu Sōichirō Hoshi.
- W popularnej serii mangi i anime Prince of Tennis kapitan drużyny Rikkaidai nazywa się Nobushige, a jego wicekapitan nazywa się Sanada.
- Nobusige jest też bohaterem anime Sanada Juyushi Special reżyserowanego przez Keizo Shimizu.
- W mandze grupy Clamp, Gate 07, pojawia się postać będąca wcieleniem Yukimury Sanady, która nosi to samo imię i nazwisko.